# Louis Anthony DeSimone
Louis Anthony DeSimone (* 21. Februar 1922 in Philadelphia; † 5. Oktober 2018 in Villanova, Pennsylvania) war Weihbischof in Philadelphia.

## Leben
Louis Anthony DeSimone nahm als Soldat der US-Armee am Zweiten Weltkrieg teil, trat anschließend ins Priesterseminar St. Charles Borromeo ein und empfing am 10. Mai 1952 die Priesterweihe. 1975 wurde DeSimone mit der Organisation des 41. internationalen Eucharistischen Kongresses beauftragt, der im Folgejahr in Philadelphia stattfand. Papst Paul VI. verlieh ihm ebenfalls 1976 den Titel Ehrenprälat Seiner Heiligkeit (Monsignore).
Papst Johannes Paul II. ernannte ihn am 27. Juni 1981 zum Weihbischof in Philadelphia und Titularbischof von Cillium. Der Erzbischof von Philadelphia, John Joseph Kardinal Krol, spendete ihm am 12. August desselben Jahres die Bischofsweihe; Mitkonsekratoren waren die Weihbischöfe John Joseph Graham und Martin Nicholas Lohmuller aus Philadelphia.
Am 5. April 1997 nahm Papst Johannes Paul II. seinen altersbedingten Rücktritt an. Louis Anthony DeSimone starb 2018 nach kurzer Krankheit im Alter von 96 Jahren.